# Amblyeleotris callopareia
Amblyeleotris callopareia là một loài cá biển thuộc chi Amblyeleotris trong họ Cá bống trắng. Loài cá này được mô tả lần đầu tiên vào năm 1979.

## Từ nguyên
Từ định danh callopareia được ghép bởi hai âm tiết trong tiếng Hy Lạp cổ đại: kállos (κάλλος; “vẻ đẹp”) và pareiā́ (πᾰρειᾱ́; “má”), hàm ý đề cập đến 3 vạch ánh vàng kim ở hai bên đầu của loài cá này.

## Phạm vi phân bố và môi trường sống
A. callopareia là loài đặc hữu của bờ đông Úc, hiện chỉ được biết đến dọc theo bờ biển bang Queensland và rạn san hô Great Barrier.
A. callopareia sinh sống trên nền cát và đá vụn của rạn san hô, độ sâu có thể lên đến 100 m.

## Mô tả
Chiều dài cơ thể lớn nhất được ghi nhận ở A. callopareia là 8 cm. Đầu và thân màu trắng xám với 5 khoanh sọc màu nâu. Đầu có 3 vạch màu vàng kim ở sau mắt. Vây lưng có các hàng sọc xanh lam nhạt, tương tự như ở rìa vây đuôi. Vây hậu môn có một dải đen mờ ở gần rìa.
Số gai vây lưng: 7; Số tia vây lưng: 12; Số gai vây hậu môn: 1; Số tia vây hậu môn: 12–13; Số gai vây bụng: 1; Số tia vây bụng: 5; Số tia vây ngực: 19–20.

## Sinh thái
A. callopareia sống cộng sinh với tôm gõ mõ Alpheus.